# Acorán
Acorán es una de entidad de población del municipio de Santa Cruz de Tenerife, en la isla de Tenerife —Canarias, España—. 
Se encuadra administrativamente en el distrito Suroeste.

## Toponimia
El término con el que se nombró a este barrio es de procedencia guanche, siendo el nombre con el que los primeros pobladores de Gran Canaria conocían a una de sus divinidades masculinas. Significa, según algunos autores, ‘el Celestial’. También el término era utilizado por los aborígenes guanches de Tenerife para referirse a ser supremo, si bien el término más utilizado en esta isla era Achamán.

## Características
Los límites del barrio son: la autopista del Sur por el oeste; el cauce del barranco de Los Pocitos por el norte; el mar por el este; y el cauce del barranco del Humilladero por el sur, que separa además los municipios de Santa Cruz de Tenerife y El Rosario.
Se ubica a 10 km (kilómetros) al suroeste del centro de la ciudad y a una altitud media de 113 m s. n. m. (metros sobre el nivel del mar), ocupando una superficie de 0,88 km² (kilómetros cuadrados).
Cuenta con un parque público, un parque infantil y una pequeña playa.

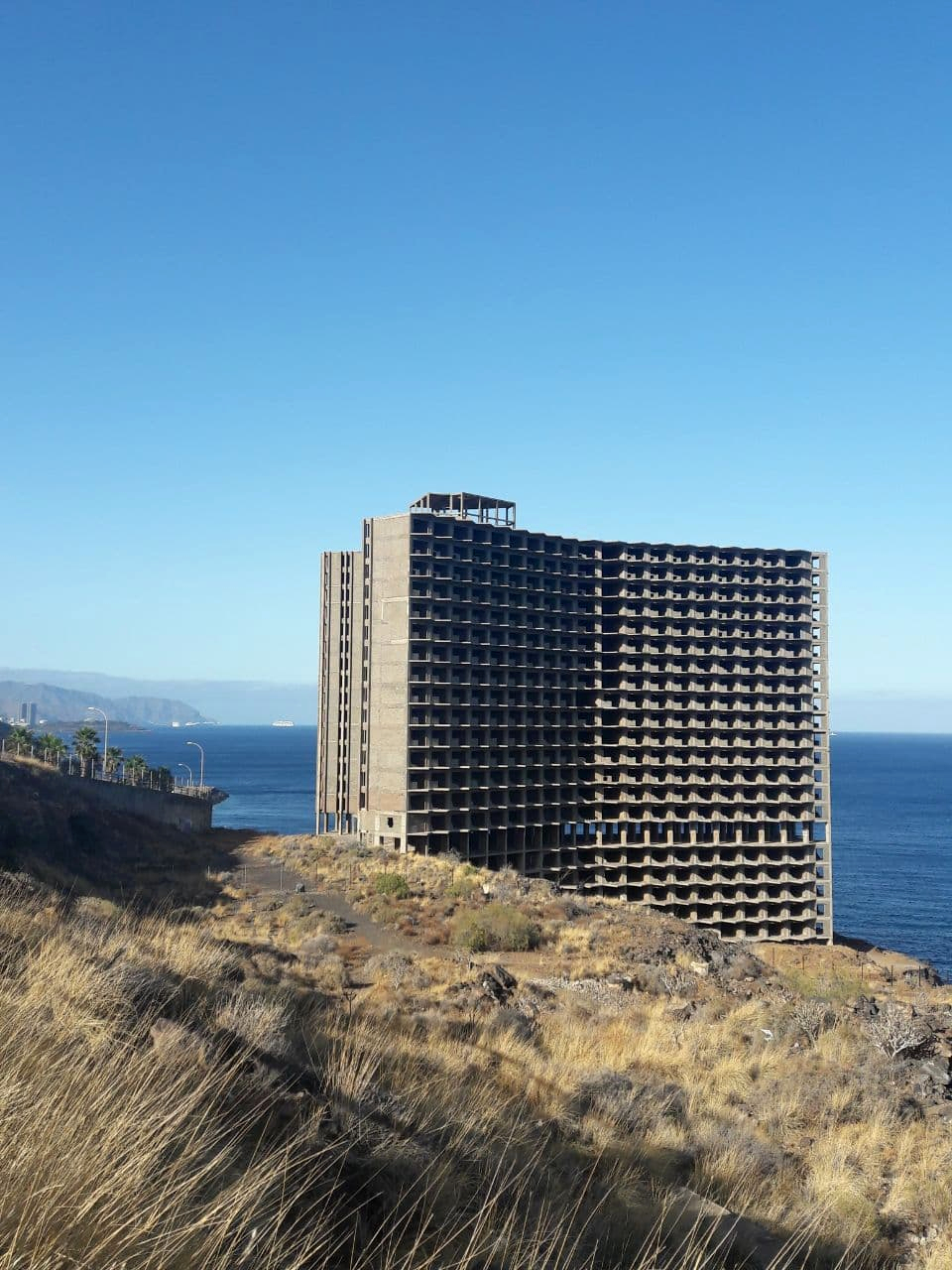
Estructura del hotel abandonado en la costa de Acorán.

En la costa del barrio se ubica además la estructura inacabada de un hotel de veintiún plantas que comenzó a construirse en la década de 1970 por promotores alemanes y que fue abandonado.
Asimismo, en el barrio se localizan tres yacimientos arqueológicos en forma de estaciones de grabados rupestres de la cultura guanche, declarados todos ellos en 1999 Bienes de Interés Cultural en la categoría de Zona Arqueológica sobre la base de la Ley de Patrimonio Histórico de Canarias.

## Historia
Los terrenos sobre los que se asienta el barrio fueron cedidos en 1972 por el ayuntamiento de El Rosario a la capital, ante la necesidad de expansión de esta.
El barrio comenzó a surgir a principios de la década de 1990, experimentando un rápido crecimiento a partir del año 2000.

## Demografía
| Año        | 2000 | 2001 | 2002 | 2003 | 2004 | 2005 | 2006 | 2007 | 2008 | 2009 | 2010 | 2011 | 2012 | 2013 | 2014 | 2015 | 2016 |
| ---------- | ---- | ---- | ---- | ---- | ---- | ---- | ---- | ---- | ---- | ---- | ---- | ---- | ---- | ---- | ---- | ---- | ---- |
| Habitantes | 321  | 352  | 525  | 750  | 883  | 1092 | 1279 | 1450 | 1645 | 1865 | 2067 | 2224 | 2376 | 2458 | 2549 | 2671 | 2792 |

## Comunicaciones
Se llega al barrio a través de la Autopista del Sur TF-1.

### Transporte público
En autobús —guagua— queda conectado mediante las siguientes líneas de TITSA: 
| Línea | Trayecto                                         | Recorrido     |
| ----- | ------------------------------------------------ | ------------- |
| 018   | La Laguna-Añaza (por centros comerciales)        | Horario/Línea |
| 138   | Santa Cruz-Tabaiba Baja (por Radazul)            | Horario/Línea |
| 139   | Santa Cruz-Tabaiba Baja (por Radazul)            | Horario/Línea |
| 142   | Santa Cruz-Urb. Añaza-Urb. Acorán-Barranco Hondo | Horario/Línea |
| 940   | Intercambiador-Urb. Acorán-Urb. Costanera        | Horario/Línea |
| 941   | Intercambiador-Urb. Añaza-Acorán-Boca Cangrejo   | Horario/Línea |

## Lugares de interés
- Zona arqueológica Barranco del Pilar (BIC)
- Playa de Acorán (cala)